# Jaramillo de la Fuente
Pour les articles homonymes, voir Jaramillo.
Jaramillo de la Fuente est une commune d'Espagne dans la communauté autonome de Castille-et-León, province de Burgos. Elle s'étend sur 21,56 km2 et comptait environ 57 habitants en 2011.